# My First Love
My First Love también conocida como Longing Heart (애간장 ()) es una serie televisiva surcoreana de fantasía protagonizada por Lee Jung-shin, Lee Yul-eum y Seo Ji-hoon. Está basada en el webcomic homónimo, publicado en 2015. Se transmitió a través de OCN en reemplazo de Meloholic.

## Sinopsis
La historia de un hombre quien no puede olvidar su primer amor de hace 10 años y que recibe la posibilidad de rehacer su historia cuando él regrese al pasado.

## Reparto

### Principal
- Lee Jung-shin como Kang Shin-woo, un apuesto profesor de matemática que, por una oportunidad accidental, regresa 10 años en el pasado y se encuentra con su yo de ese tiempo.[4]
- Lee Yul-eum como Han Ji-soo, el primer amor de Shin-woo, una inteligente estudiante que esconde un dolor interior de su niñez.
- Seo Ji-hoon como Kang Shin-woo de joven.

### Recurrentes
- Min -hee como Jang So-ra.
- Kim Sun-young como la madre de Shin-woo.
- Cho Seung-hee como Baek Na-hee.
- Kim Min-seok como Kim Min-seok.
- Lee Joo-hyung como Joo Geun-deok.
- Song Ji-hyun como Kang Shin-hee.
- Leesang como Ki-wan.
- Ko Kyu-pil como el director de los alumnos de Mozart.
- Lee Tae-seon.

## Producción
- La serie representa el primer papel protagonista de los tres actores principales.[5]
- Inicialmente fue planeada por SBS Plus, la compañía productora de series, para emitir My First Love en su canal, pero posteriormente se transfirió a OCN. También se planeó emitirla a través de Oksusu app antes del canal.

- Fue totalmente preproducida: la filmación inició en agosto y terminó el 25 de octubre.[5][7]